# Łomża (piwo)

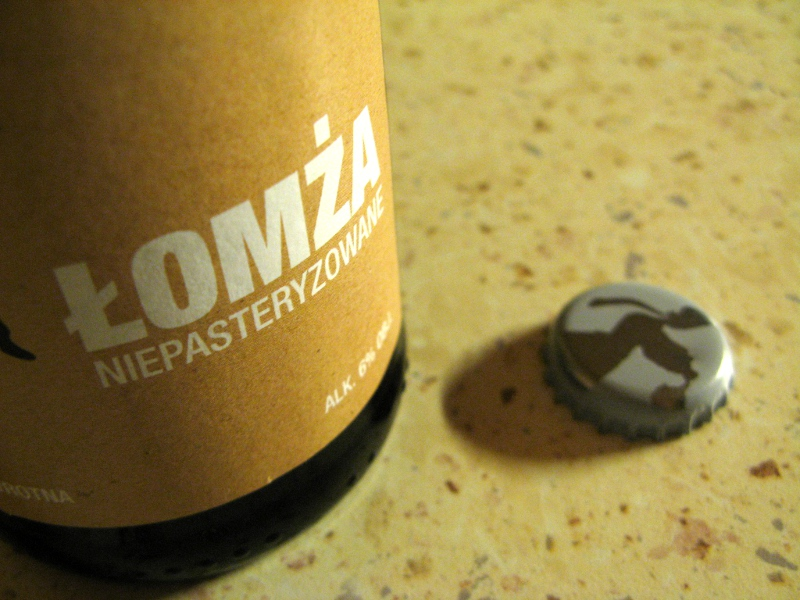
Łomża Niepasteryzowane

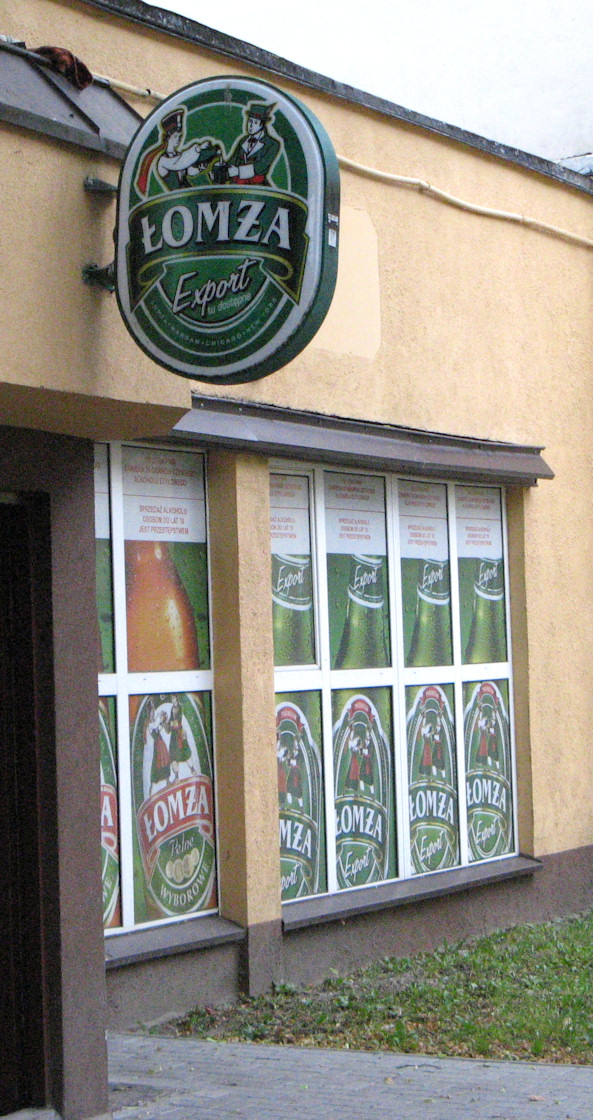
Witryna sklepowa z reklamą piwa Łomża

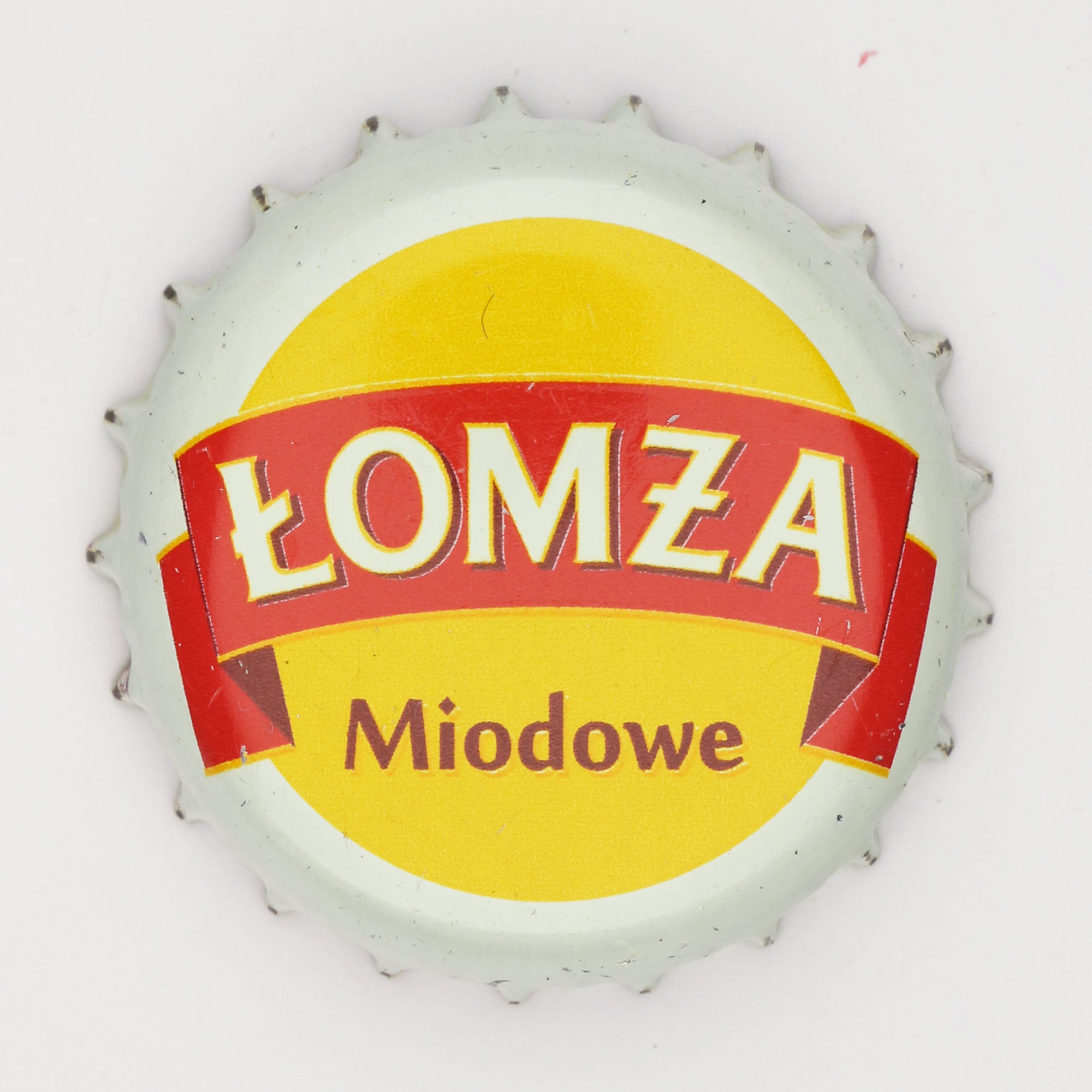
Łomża miodowe

Łomża – marka polskiego piwa warzonego w stylu jasny lager przez Browar Łomża należący do spółki Van Pur. Najstarszą odmianą marki jest Łomża Wyborowe, wcześniej Łomżyńskie Wyborowe, warzona od początku istnienia browaru, czyli od roku 1968.
W Rankingu Najcenniejszych Polskich Marek przygotowanym przez redakcję „Rzeczpospolitej” wartość marki „Łomża” oszacowana została w 2021 r. na 96,8 mln zł.

## Odmiany
Piwo produkowane jest w następujących odmianach:
- Łomża Jasne – Zawartość alkoholu 5,7%. Smak charakteryzuje intensywna, ale krótko wyczuwalna goryczka. Piana jest gęsta i niemal idealnie biała.
- Łomża Jasne Pełne – Zawartość alkoholu 6,0%
- Łomża Wyborowe – pasteryzowane piwo typu lager z zawartością alkoholu 6,0%
- Łomża Radler – Zawartość alkoholu 2,0%
- Łomża Niepasteryzowane – piwo niepasteryzowane typu lager z zawartością alkoholu 6,0%. Zadebiutowało w 2010 r.
- Łomża Wyborowe Niepasteryzowane – piwo niepasteryzowane typu lager z zawartością alkoholu 6,0%. Zadebiutowało w 2010 r.
- Łomża Mocne Niepasteryzowane – piwo niepasteryzowane typu lager z zawartością alkoholu 7,0%. Zadebiutowało w 2010 r.[potrzebny przypis]
- Łomża Miodowe – zawartość alkoholu 5,7%
- Łomża Pszeniczne 0,0%
- Łomża 0,0% – piwo bezalkoholowe. Zadebiutowało w 2018 r.
- Łomża Radler 0,0%
- Łomża Ciemne – Piwo typu Schwarzbier o zawartości alkoholu 4,5%.
- Łomża Pils – zawartość alkoholu 6%

Przed włączeniem Browaru Łomża do grupy Royal Unibrew piwo miało charakter lokalny, jednak obecnie można je dostać na terenie całego kraju.

## Ikonografia piwa
Symbolem piwa jest para w strojach kurpiowskich. Po raz pierwszy pojawiła się na etykietach w roku 1980 i od tamtej pory jest znakiem charakterystycznym wszystkich odmian piwa Łomża.

## Nagrody i wyróżnienia
- 2018: Konsumencki Lider Jakości dla Łomża 0,00% w kategorii Debiut Roku 2018
- 2015: gwiazdka oraz prestiżowy znak jakości w ITQI Superior Taste Award dla piwa Łomża Wyborowe[3]
- 2014: złoty medal w konkursie Monde Selection & Quality Awards dla piwa Łomża Export[4]
- 2013: złoty medal w konkursie Monde Selection & Quality Awards dla piwa Łomża Export[4]
- 2011: brązowy medal dla piwa Łomża Export w kategorii „Lager o zawartości alkoholu od 5,6 proc. do 6,9 proc.” w konkursie International Beer Challenge w Londynie[5]
- 2010: II miejsce w Konsumenckim Konkursie Piw „Chmielaki 2010” dla piwa Łomża Wyborowe[6]
- 2009: złoty medal w konkursie Monde Selection & Quality Awards dla piwa Łomża Export[7]
- 2009: brązowy medal w konkursie Australian International Beer Awards dla piwa Łomża Export[8]
- 2008: srebrny medal w Otwartym Konkursie Piw w ramach XVI Jesiennego Spotkania Browarników dla piwa Łomża Mocne[9]
- 2008: nagroda „Superior Taste Award” Międzynarodowego Instytutu Smaku i Jakości w Brukseli iTQi dla piwa Łomża Export[8]
- 2007: tytuł „Najpopularniejszy Produkt Podlaski w kategorii SMAK 2006” dla piwa Łomża Export[8]
- 2005: srebrny medal w konkursie World Beer Championships (Chicago, USA) dla piwa Łomża Wyborowe[10]